# Beuseberg (heuvel)
De Beuseberg is een heuvel gelegen in de gemeente Rijssen-Holten in de Nederlandse provincie Overijssel. De top van de heuvel ligt op ongeveer 34 meter hoogte. De heuvel is een voortzetting van de Lookerenk en ligt ten zuiden van Holten. Deze heuvel is ook bekend onder de naam Zuurberg. Op de flanken van de heuvel is de buurtschap Beuseberg gelegen. Ieder jaar wordt op eerste Paasdag in Beuseberg een paasvuur ontstoken. Verder is er een motorcrossterrein en een camping (beide met de naam Zuurberg).